# Alberto Cardaccio
Alberto Victor Cardaccio (26 augustus 1949 – 28 januari 2015) was een Uruguayaans profvoetballer. Hij overleed op 65-jarige leeftijd in 2015. Zijn neef Mathías Cardaccio (AC Milan) speelde later ook voor de nationale ploeg van Uruguay.

## Clubcarrière
Cardaccio begon zijn carrière in 1970 bij Danubio FC in eigen land. In 1974 verhuisde hij naar het Argentijnse Racing Club de Avellaneda. Een jaar later ging hij in Mexico spelen bij Unión de Curtidores. In 1977 ging hij naar een andere Mexicaanse club: Atlas Guadalajara. In het seizoen 1978-1979 speelde hij voor Puebla FC. Hij sloot zijn carrière af bij CF Monterrey in 1982.

## Interlandcarrière
Cardaccio speelde 19 keer voor zijn vaderland en was aanwezig op het Wereldkampioenschap voetbal 1974, waar hij 1 wedstrijd speelde.

## Statistieken
| Seizoen         | Club                      | Land            | Competitie       | Wedstrijden | Doelpunten |
| --------------- | ------------------------- | --------------- | ---------------- | ----------- | ---------- |
| 1970–1974       | Danubio FC                | Uruguay         | Primera División |             |            |
| 1974-1975       | Racing Club de Avellaneda | Argentinië      | Primera División | 30          | 0          |
| 1975-1977       | Unión de Curtidores       | Mexico          | Liga de Ascenso  | 66          | 12         |
| 1977-1978       | Atlas Guadalajara         | Mexico          | Primera División | 26          | 7          |
| 1978-1979       | Puebla FC                 | Mexico          | Primera División | 30          | 2          |
| 1979-1982       | CF Monterrey              | Mexico          | Primera División | 92          | 6          |
| Carrière totaal | Carrière totaal           | Carrière totaal | Carrière totaal  | 244         | 27         |